# Wolfgang Kähler (Superintendent)
Wolfgang August Adalbert Kähler (* 3. Juni 1840 in Marienfelde, Kreis Preußisch Holland, Provinz Ostpreußen; † 25. Mai 1922 in Darkehmen, Provinz Ostpreußen) war ein deutscher evangelischer Theologe in Ostpreußen. Er war Superintendent in Heilsberg und Darkehmen.

## Leben
Der Vater Adolf Kähler war Pfarrer in Marienfelde, die Mutter war Caroline geborene Berger. Der Theologieprofessor Ludwig August Kähler in Königsberg war ein Großonkel, der Theologe Martin Kähler ein Verwandter.
Wolfgang Kähler besuchte das Kneiphöfische Gymnasium in Königsberg und studierte an der dortigen Universität Evangelische Theologie. 
Anschließend ging er an das Predigerseminar in Wittenberg und wurde Hilfsprediger.
1864 wurde Wolfgang Kähler ordiniert. 1865 wurde er zum Provinzialvikar für Ostpreußen berufen und 1867 Prediger in Allenburg. 1876 wurde Kähler Pfarrer in Heilsberg und Superintendenturverweser (kommissarischer Superintendent), 1879 ordentlicher Superintendent. 1887 wechselte er nach Darkehmen, wo er Pfarrer und Superintendent wurde.
Von August 1914 bis Frühjahr 1915 lebte Kähler als Flüchtling in Belgard, Königsberg und Insterburg und setzte danach seine Tätigkeiten bis zu seinem Tod im Alter von 81 Jahren fort.
Wolfgang Kähler war Mitglied des Evangelischen Konsistoriums in Königsberg und langjähriger Vizepräsident der Provinzialsynode. Er war zweimal verheiratet und hatte mehrere Kinder.